# Rivetina feisabadica
Rivetina feisabadica är en bönsyrseart som beskrevs av Aare Lindt 1961. Rivetina feisabadica ingår i släktet Rivetina och familjen Mantidae. Inga underarter finns listade i Catalogue of Life.